# The Mephisto Waltz
The Mephisto Waltz (br: Balada para satã / pt:: A valsa do medo) é um filme estadunidense de 1971, do gênero terror, dirigido por Paul Wendkos.
O roteiro é baseado em romance de Fred Mustard Stewart.

## Sinopse
Conta a história de um homem que vende sua alma ao diabo em troca de prestígio.

## Elenco principal
- Alan Alda .... Myles Clarkson
- Jacqueline Bisset .... Paula Clarkson
- Barbara Parkins .... Roxanne Delancey
- Bradford Dillman .... Bill Delancey
- William Windom.... dr. West
- Kathleen Widdoes .... Maggie West
- Pamelyn Ferdin .... Abby Clarkson
- Curd Jürgens .... Duncan Ely

## Curiosidades
- Esse filme foi feito nos mesmos moldes de O bebê de Rosemary do diretor Roman Polanski, sem grandes efeitos especiais.
- O filme tem a singular importância de ter sido o único filme teatralizado produzido pela Twentieth Century Fox no decorrer daquele ano.